# Окна-Шугатаг (комуна)
Окна-Шугатаг (рум. Ocna Șugatag) — комуна у повіті Марамуреш в Румунії. До складу комуни входять такі села (дані про населення за 2002 рік):
- Бреб (1184 особи)
- Окна-Шугатаг (1384 особи) — адміністративний центр комуни
- Сат-Шугатаг (1263 особи)
- Хотень (376 осіб)

Комуна розташована на відстані 407 км на північний захід від Бухареста, 29 км на північний схід від Бая-Маре, 114 км на північ від Клуж-Напоки.

## Населення
За даними перепису населення 2002 року у комуні проживали 4207 осіб.
Національний склад населення комуни:
| Національність | Кількість осіб | Відсоток |
| -------------- | -------------- | -------- |
| румуни         | 3710           | 88,2%    |
| угорці         | 403            | 9,6%     |
| цигани         | 76             | 1,8%     |
| українці       | 14             | 0,3%     |
| німці          | 3              | 0,1%     |
| євреї          | 1              | < 0,1%   |

Рідною мовою назвали:
| Мова             | Кількість осіб | Відсоток |
| ---------------- | -------------- | -------- |
| румунська        | 3763           | 89,4%    |
| угорська         | 393            | 9,3%     |
| циганська        | 38             | 0,9%     |
| українська       | 9              | 0,2%     |
| німецька         | 3              | 0,1%     |
| єврейська (їдиш) | 1              | < 0,1%   |

Склад населення комуни за віросповіданням:
| Релігія                                       | Кількість осіб | Відсоток |
| --------------------------------------------- | -------------- | -------- |
| православні                                   | 3046           | 72,4%    |
| греко-католики                                | 468            | 11,1%    |
| римо-католики                                 | 436            | 10,4%    |
| баптисти                                      | 57             | 1,4%     |
| п'ятдесятники                                 | 27             | 0,6%     |
| бретрени                                      | 17             | 0,4%     |
| реформати                                     | 14             | 0,3%     |
| атеїсти                                       | 3              | 0,1%     |
| лютерани (Синодально-пресвітеріанська церква) | 2              | < 0,1%   |
| адвентисти                                    | 1              | < 0,1%   |
| юдеї                                          | 1              | < 0,1%   |
| не релігійні                                  | 1              | < 0,1%   |
| не вказали релігію                            | 12             | 0,3%     |